# 마이클 보트먼
마이클 보트먼(Michael Boatman, 1964년 10월 25일 ~ )은 미국의 배우, 작가이다.

## 출연 작품

### 영화
- 햄버거 힐 (1987)
- 허공에의 질주 (1988)
- 싸이코 닥터 (1990, Donor)
- FBI 기동 타격대 4 (1992, In the Line of Duty: Street War)
- 총알 탄 사나이 3 (1994)
- 초보 형사 JJ (1994, The Glass Shield)
- 피스메이커 (1997)
- Walking to the Waterline (1998)
- Woman Thou Art Loosed (2004) - 토드 역
- 원스 어폰 어 매트리스 (2005, Once Upon a Mattress)
- 풀 보이즈 (2009, The Pool Boys)
- 쓰리 크리스 (2010, Three Chris's)
- Inside Out (2010) - 단편
- A Secret Promise (2011) - 로런스 역
- Bad Parents (2012) - 게리 역
- Anything (2017)
- 세컨드 액트 (2018)

### 텔레비전
- 이야기 도시 (1996-2002)
- 로앤오더: 성범죄 전담반 (2003-11)
- 로앤오더: 범죄 전담반 (2003, 2022)
- 더 데일리 쇼 (1996-99) - 초대 손님
- The Late Late Show with Craig Kilborn (2001)
- The Game (2009) - 촌시 역
- 굿 와이프 (2009-15)
- 굿 파이트 (2017-22)